# 切斯特城牆

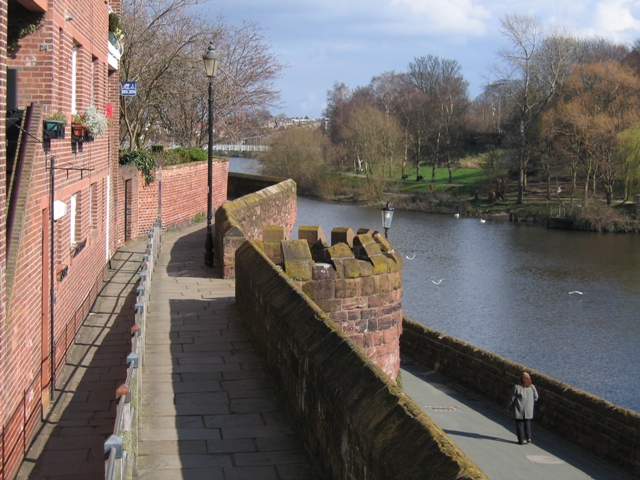
河岸旁的切斯特城牆

切斯特城牆（英語：Chester city walls）是英國英格蘭柴郡城市切斯特的城牆建築。切斯特城牆始建於羅馬帝國時代，大約修建於西元70年至80年。在中世紀時期，城牆得到重建。諾曼人征服英格蘭之後，又擴建了城牆，使得城牆建設完成。城牆可能在12世紀中期完成。切斯特城牆現在總長2英里（3.2），是切斯特主要的觀光景點。現在切斯特城牆是英國保存最完整的羅馬和中世紀時代城牆系統。

## 外部連結
- 'Chester: a Virtual Stroll Around the Walls' （页面存档备份，存于）

 维基共享资源上的相關多媒體資源：切斯特城牆